# Entre Pancho Villa y una mujer desnuda
Entre Pancho Villa y una mujer desnuda és una pel·lícula mexicana de 1996 (basada en el llibre "Entre Villa y una mujer desnuda" escrit per Sabina Berman), dirigida per aquesta última i Isabelle Tardán i protagonitzada per Arturo Ríos, Jesús Ochoa i Diana Bracho en la qual es narren les aventures de Gina (Bracho) i Adrián (Ríos), durant una relació que tots dos mantenen i el mutu interès per Pancho Vila (interpretat per Ochoa) qui serà la consciència d'Adrián. La pel·lícula fou seleccionada per representar Mèxic a l'Oscar a la millor pel·lícula de parla no anglesa als Premis Oscar de 1996, però finalment no fou nominada.

## Sinopsi
Gina (Diana Bracho) és una moderna dona de negocis de gairebé cinquanta anys, té un amant anomenat Adrián (Arturo Ríos), al qual veu de tant en tant per a tenir relacions sexuals. Tots dos se senten atrets per la figura històrica de Pancho Villa, mentre que ell admira el seu poder, ella admira la seva virilitat.
Gina ajuda al seu amant Adrián (que és periodista) a escriure un llibre sobre Pancho Villa, i durant l'escriptura d'aquest, ella descobreix la similitud entre la relació de Vila amb les dones a la qual ella i Adrián sostenen. Farta de només tenir relacions sexuals, li diu que va decidir casar-se amb ell i que tinguin un fill, aquest marxa per a comprar cigarrets i desapareix tres mesos. Gina s'oblida d'ell i s'aconsegueix un xicot nou (que té la meitat de l'edat d'ella), i quan Adrián tracta de recuperar-la, ella el rebutja i l'humilia, és aquí on Pancho Villa apareix com la seva consciència masclista qui l'ajuda per a fer qualsevol cosa per a obtenir que Gina torni.

## Repartiment
- Jesús Ochoa - Pancho Villa
- Diana Bracho - Gina López
- Arturo Ríos - Adrián
- Gabriel Porras - Ismael
- Pilar Ixquic Mata - Andrea
- Angelina Peláez - Madre de Villa
- Zaide Silvia Gutiérrez - Mujer de Villa
- Daniela Luján - Daniela
- Delia Casanova - Primera esposa de Adrián
- Marta Aura - Segunda esposa de Adrián
- Enrique Singer - Intelectual moderador
- Julián Pastor - Intelectual 1
- Otto Minera - Intelectual 2
- María Fernanda García - Mujer desnuda
- Janet Pineda - Hija 1 de Adrián
- Margarita Pineda - Hija 2 de Adrián
- Natalia Cárdenas - Hija 3 de Adrián
- Daniela Barrios - Hija 4 de Adrián
- Antonio Cristani - Capitán del restaurante
- Adriana Olivera - Mesera del restaurante
- Arminios Arzate - Sargento 1
- Gerardo Soublette - Sargento 2
- Felipe Pérez - Dimas, director de la Danzonera
- Juan Díaz y sus Morenos - Mariachi

## Premis
En la XXXVIII edició dels Premis Ariel va tenir dotze nominacions i sis premis.
| 1996 | Entre Pancho Villa y una mujer desnuda | Millor pel·lícula            | Nominat   |
| 1996 | Diana Bracho                           | Millor actriu                | Nominat   |
| 1996 | Jesús Ochoa                            | Millor coactuació masculina  | Guanyador |
| 1996 | Zaide Silvia Gutiérrez                 | Millor actriu de repartiment | Nominat   |
| 1996 | Jorge Jara                             | Millors efectes especials    | Nominat   |
| 1996 | Isabelle Tardan i Sabina Berman        | Millor opera prima           | Nominat   |